# 輝け潮流
「輝け潮流」（かがやけちょうりゅう）は、かつて日本プロ野球のパシフィック・リーグに所属していたオリックス・ブルーウェーブ（現オリックス・バファローズ）の球団応援歌。1991年（平成3年）発表。作詞は伊藤アキラ、作曲と歌唱は三井誠。

## 解説
1990年（平成2年）、オリックス・ブレーブスは本拠地を阪急時代から使用していた西宮球場からグリーンスタジアム神戸に移転することを発表するとともに、チームの新しい愛称を募集、新愛称は選考の結果「ブルーウェーブ」に決定した。「ブルー」は神戸の海のイメージを、「ウェーブ」は球界に新しい潮流を作り出そう、という意味を込めたものであった。その翌年、1991年（平成3年）より使用された応援歌が『輝け潮流』である。作詞には阪急時代の1976年（昭和51年）に応援歌『ああ! 王者』『カッチャカッチャ阪急』の作詞を手がけた伊藤アキラを起用。オリックス・ブレーブス1年目の1989年（平成元年）に発表された児童合唱の応援歌『問題ないね。』のイメージから一転し、オーソドックスな応援歌スタイルの曲調となっている。
本曲はイチローがシーズン通算210安打を記録した1994年（平成6年）に日本コロムビアより発売されたイメージソングのシングル『リトル☆ネプチューン』（作詞:康珍化、作曲:小室和之、編曲：新川博、歌唱：マリンウォーカーズ）にカップリング曲として収録された。
この曲は1999年までラッキーセブンでも演奏されていたが、2000年以降球団最終年の2004年までは「ビクトリーマーチ（歌：マリンサイド・ウォーカーズJR.）」が演奏された。その後、球団合併によりオリックス・バファローズが発足した2005年以降は、いずれの曲も引き継がれず、MEGA STOPPERによる新たな球団歌「SKY」が演奏されている。